# Gerichtsbezirk Eisenerz
Der Gerichtsbezirk Eisenerz war ein dem Bezirksgericht Eisenerz unterstehender Gerichtsbezirk im Bundesland Steiermark. Der Gerichtsbezirk umfasste Teile des politischen Bezirks Leoben und wurde 2002 dem Gerichtsbezirk Leoben zugeschlagen. 

## Geschichte
Der Gerichtsbezirk Eisenerz wurde durch eine 1849 beschlossene Kundmachung der Landes-Gerichts-Einführungs-Kommission geschaffen und umfasste ursprünglich die sieben Gemeinden Eisenerz, Hieflau, Krumpenthal, Minichthal, Radner und Trofeng.
Der Gerichtsbezirk Eisenerz bildete im Zuge der Trennung der politischen von der judikativen Verwaltung
ab 1868 gemeinsam mit den Gerichtsbezirken Leoben und Mautern den Bezirk Leoben.
Der Gerichtsbezirk Eisenerz blieb während seines Bestehens flächenmäßig nahezu unverändert. Betrug seine Fläche 1910 248,61 km²,
so wies er 1991 eine Fläche von 253,90 km²auf.
Der geringe Flächengewinn ist auf die Abtretung eines Teils der Gemeinde Landl des Gerichtsbezirks Sankt Gallen an den Gerichtsbezirk Eisenerz zurückzuführen, der per 1. Jänner 1932 erfolgte.
Per 1. Juli 2002 wurde das Bezirksgericht Eisenerz aufgelöst, wodurch auch die Gemeinden Eisenerz, Hieflau und Radmer an den Gerichtsbezirk Leoben fielen.

## Gerichtssprengel
Der Gerichtssprengel umfasste zum Zeitpunkt seiner Auflösung mit den drei Gemeinden Eisenerz, Hieflau und Radmer den nördlichen Teil des Bezirks Leoben.